# ستاره دوبکی
ستاره دوبکی (به لهستانی:  Stare Dobki) یک روستا در لهستان است که در گمینا چروین واقع شده‌است. ستاره دوبکی ۷۰ نفر جمعیت دارد.